# Heng wen dao pi niu wen chai
Heng wen dao pi niu wen chai (横纹刀劈扭纹柴S), noto anche con il titolo internazionale Just Married, è un film del 1995 diretto da Long Cheung-tam.

## Trama
Jiang Zhizua si sposa con la bellissima e dolce Qiu Xiaoxue, tuttavia la sposa non fa affatto breccia nelle simpatie della madre di Jiang, la quale anzi ritiene che il figlio abbia commesso un gigantesco errore nella scelta della moglie. Inizia così a complottare affinché i due si lascino; frustrata dalla situazione, Qiu decide allora di trattare la suocera nella medesima maniera.

## Distribuzione
Ad Hong Kong la pellicola è stata distribuita a livello nazionale a partire dal 9 aprile 1995.